# Woburn Abbey
Woburn Abbey leži na vzhodu naselja Woburn v Bedfordshiru, Anglija. Je podeželska hiša in glavni družinski dom vojvode Bedfordskega. Raznoliko posestvo, ki ga obkroža Woburn Safari Park, miniaturna železnica in vrt, je določene dni odprto za obiskovalce, zato je v sklopu posestva tudi center za obiskovalce.

## Pred 20.  stoletjem
Woburn Abbey, ki obsega Woburn Park, dvorec in druge stavbe, je bila ustanovljena kot cistercijanskega samostana leta 1145. Henrik VIII. je ob razpustitvi samostanov posestvo podaril Johnu Russellu, 1. vojvodi Bedfordskemu leta 1547 in tako je postal sedež družine Russell in vojvod Bedford. Samostan je bil v začetku leta 1744 v veliki meri obnovljen, za kar sta bila zadolžena arhitekta Henry Flitcroft in Henry Holland. Anna Maria, žena 7. vojvode je organizirala popoldansko pitje čaja v 19. stoletju v Angliji.
V aprilu 1786 je John Adams (prihodnji drugi predsednik Združenih držav na turneji s Thomasom Jeffersonom, ki je bil njegov podpredsednik, preden je sam postal predsednik) obiskal Woburn Abbey in druge pomembne hiše na tem območju. V svoj dnevnik je zapisal: »Stowe, Hagley in Blenheim so odlični, Woburn, Caversham in Leasowes so lepe. Wotton je od obeh večji in elegantnejši, čeprav zanemarjen«. V dnevniku je bil tudi zapis o stroških uporabljenih za financiranje velikih posestev.

## 1945 do 1970
Po drugi svetovni vojni je bila odkrita gniloba in pol samostana je bilo potrebno porušiti. Ko je 12. vojvoda leta 1953 umrl, je njegov sin 13. vojvoda podedoval na pol porušen samostan in na pol opuščeno hišo. Namesto, da bi izročil družinsko posest National Trust (organizacija za ohranjanje krajev zgodovinskega pomena ali naravnih lepot za Anglijo, Wales in Severno Irsko), je obdržal lastništvo in leta 1955 samostan prvič odprl za javnost. Posestvo je postalo popularno, tako da je leta 1970 dodal še druge zabaviščne objekte, tudi Woburn Safari Park na osnovi starega samostana. Na negativne komentarje s strani drugih aristokratov, ko je spremenil družinski dom v safari park, je 13. vojvoda dejal: »Ne uživam v tem, da se mi plemstvo posmehuje; ampak bolje je, da nate gledajo zviška kot da te popolnoma spregledajo«.

## 1970 do danes
13. vojvoda se je leta 1975 preselil v Monte Carlo. Njegov sin Robin, ki je užival vljudnostni naziv markiz Tavistock, je z ženo vodil posestvo v očetovi odsotnosti.
Leta 1970 je Lucio Fulci snemal prizore za film A Lizard in a Woman's Skin. V maju leta 1973 so na posestvu posneli prizore iz Coronation Street in kažejo 13. vojvodo v manjši vlogi. Igral je sebe; Hilda Ogden je bila zelo navdušena nad sobo "Canney - Letty" (Canaletto).
V začetku leta 1990, markiz in skupina Tussauds načrtujejo obrniti posestvo v velik zabaviščni park s pomočjo Johna Wardleya, ustvarjalca vlaka smrti Nemesis in Oblivion. Vendar je skupina Tussauds kupila Alton Towers in gradila tam.
Od leta 1999 do 2002 so bili markiz in Marchioness, nekdanja Henrietta Joan Tiarks, predmeti resničnostne serije Tiger Aspect Productions Country House v treh serijah, skupaj 29 epizod, ki so jo predvajali na BBC Two. Serija je podrobno opisala vsakdanje življenje in poslovanje Woburn Abbey.
Markiz Tavistock je postal 14. vojvoda po smrti svojega očeta v novembru 2002, ki je umrl v Santa Feju, Nova Mehika, Združene države Amerike. 14. vojvoda je umrl junija 2003. Po njegovi smrti je njegov sin Andrew postal 15. vojvoda in nadaljuje delo svojega očeta pri vodenju Woburn Abbey Estate. Dvorec je uvrščen v najvišjo kategorijo arhitekture, v razred I.

## Zbirka
Umetniška zbirka vojvode Bedfordskega je med najboljšimi zasebnimi zbirkami in zajema širok spekter zahodnih umetnin. Imetje obsega približno 250 slik, vključno z deli Rubensa, Van Dycka, Canaletta in Velasqueza. Še več, zbirka zajema primere najdražjih proizvajalcev pohištva, francoskih in angleških iz mnogih obdobjih in raznoliko zbirko porcelana in srebrnine.

### Slike
Nizozemska šola
- Jan Asselyn - 1 slika
- Aelbert Jacobsz Cuyp - 5 slik
- Dirk van Delen - 1 slika
- Govert Flinck - 1 slika
- Jan van Goyen - 1 slika
- Paulus Potter - 2 sliki (A Hawking Party, 1653)
- Rembrandt - 2 sliki (Boaz in Ruth, 1643 and Avtoportret, 1640)
- Jacob Isaakszoon van Ruisdael - 2 sliki
- Jan Steen - 2 sliki
- Willem van de Velde mlajši - 1 slika
- Adrian van der Werff - 1 slika

Angleška šola
- Thomas Gainsborough - 1 slika
- Marcus Gheeraerts mlajši - 2 sliki
- Sir George Hayter - 4 slike
- John Hoppner - 2 sliki
- George Knapton - 1 slika
- Edwin Henry Landseer - 2 sliki
- Joshua Reynolds - 12 slik
- George Gower - (Portret Elizabethe I., 1588?, eden največjih angleških portretov)

Flamska šola
- John de Critz - 1 slika
- Anthonis van Dyck - 10 slik (Aubert Lemire, Dean of Antwerp, c. 1630)
- Hans Eworth - 1 slika

Francoska šola
- Nicholas Bercham - 1 slika
- Claude Lorrain (znan kot Claude Gellée)]] - 2 sliki
- Claude Lefebvre - 1 slika
- Charles-André van Loo - 1 slika (Portret Louisa XV.)
- Nicolas Poussin - 2 sliki
- Claude Joseph Verne - 2 sliki

Nemška šola
- Hans Holbein mlajši - 1 slika

Italijanska šola
- Pompeo Batoni - 1 slika
- Canaletto - 24 slik (Pogled v beneški Arsenal, okoli 1732 - eno od Canalettovih največjih del)
- Sebastiano Ricci - 1 slika
- Giovanni Battista Salvi da Sassoferrato (Il Sassoferrato)]] - 2 sliki

Španska šola
- Bartolomé Esteban Murillo - 1 slika
- Diego Velázquez - 1 slika (Portret admirala Pulido Peraja)

## V popularni kulturi
V knjigi Anthonyja Horowitza je 1987 Public Enemy Number Two, je glavni lik Nick Diamond postavljen za krajo Woburn Carbuncles kot del načrta za dva detektiva Scotland Yarda, da ga zapreta, da bi ugotovili identiteto kriminalnega veleuma znanega kot Fence, kar se ironično izkaže, da je bil razrednik, ki je nadzoroval Diamonda in druge otroke na šolskem izletu v Woburn Abbey.
Otroška filmska fundacija je film iz leta 1957 imenovala "Pet namigov za srečo" alias "zaklad na Woburn Abbey", ki je izšel na DVD na Amazonu. Režiser Joe Mendoza ga je posnel v Woburn Abbey in Wildlife Park in okolici. David Hemmings in David Cameron igrajo glavne vloge.
Leta 1977 in ponovno leta 2003 je pevec Neil Diamond imel vrsto koncertov na trati pred opatijo. 1977 so bili koncerti del televizijskega programa, ki so ga oddajali v Združenih državah Amerike.
V filmu in televiziji je bil Woburn Abbey uporabljen kot lokacija za snemanje filmov in programov, vključno The Iron Maiden (1962), The Flower of Gloster (1967 ) in Treasure Hunt (1986). 
V The Protector War je post-apokaliptični alternativni zgodovinski roman S. M. Stirlinga, Woburn Abbey pa služi kot zapor za angleškega viteza; vitez je rešen in zbeži na Willamette Valley of Oregon, kar na bi bilo v ZDA.